# Beciu
Beciu is een Roemeense gemeente in het district Teleorman.
Beciu telt 1868 inwoners.